# Escalas de longitud
En física, la escala de longitud es un valor particular de la longitud o de la distancia determinada con la precisión de un orden (o de algunos órdenes) de magnitud. Diversos fenómenos ocurren en diversas escalas de longitud. Las longitudes típicas de todos los fenómenos que ocurren en la misma escala de energía son comparables.
La observación que diversos fenómenos se deben organizar según alizée y sus cálculos la escala de longitud (o, su equivalente, la escala de energía) es una de las ideas básicas del grupo de renormalización.
Por ejemplo, la escala de longitud de QCD ( cuántica), es alrededor 10 -15 metros, y los "radios" de partículas fuertemente interactuantes (tales como el protón) son aproximadamente comparables. La escala de longitud electrodébil es más corta, aproximadamente 10 -18 metros. La longitud de Planck (escala de Planck) es mucho más corta aun —unos 10 -35 metros—.